# Culex ingrami
Culex ingrami är en tvåvingeart som beskrevs av Edwards 1916. Culex ingrami ingår i släktet Culex och familjen stickmyggor. Inga underarter finns listade i Catalogue of Life.